# Кавендиш, Уильям, 3-й граф Девонширский
Уильям Кавендиш, 3-й граф Девонширский (англ. William Cavendish, 3rd Earl of Devonshire; 10 октября 1617 — 23 ноября 1684) — английский дворянин и политик, известный как сторонник роялистов.

## Биография
Родился 10 октября 1617 года. Старший сын Уильяма Кавендиша, 2-го графа Девонширского (ок. 1590—1628), и его жены Кристиан Кавендиш, графини Девонширской (1595—1675). Он воспитывался матерью у старого наставника своего отца Томаса Гоббса. Перевод Фукидида Гоббсом посвящен Кавендишу, и с 1634 по 1637 год он путешествовал за границу вместе с философом.
Уильям Кавендиш стал кавалером Ордена Бани на коронации короля Карла I 1625 году. Он был лорд-лейтенантом Дербишира с 13 ноября 1638 года по 22 марта 1642 года, верховным стюардом в Амптхилле 4 февраля 1640 года и объединённым комиссаром армии в Лестершире 12 января 1642 года. Как видный роялист он выступал против лишения прав графа Страффорда, был вызван на частную встречу с королевой в октябре 1641 года, был с Карлом I в Йорке в июне 1642 года, отлучался от своего места в парламенте, был подвергнут импичменту вместе с восемью другими пэрами за серьёзные преступления и проступки, отказался явиться в адвокатуру Палаты лордов, был изгнан 20 июля 1642 года и получил приказ предстать перед Лондонским Тауэром. Он покинул Англию, и его поместья были конфискованы.
Уильям Кавендиш вернулся с континента в 1645 году, был представлен парламенту, в 1646 году был помилован за свою прежнюю провинность, оштрафован на 5000 фунтов стерлингов и жил в уединении со своей матерью в Латимере, графство Бакингемшир. Карл I провел там ночь 13 октября 1645 года. При Реставрации Стюартов ему были возвращены все титулы и поместья, он был вновь назначен лордом-лейтенантом Дербишира (20 августа 1660 года), стал стюардом в Татбери (8 августа) и в Хай-Пике (1661 год).
Уильям Кавендиш, виртуоз, был близок к Джону Ивлину и был одним из первых членов Королевского общества (20 мая 1663 года), Он был комиссаром торговли с 5 марта 1668 по 1669 год, но жил в основном в стране. Он умер 23 ноября 1684 года в своем доме в Рохамптоне, графство Суррей, и был похоронен в Эденсоре. Его жена Элизабет умерла пять лет спустя и была похоронена в Вестминстерском аббатстве.

## Семья

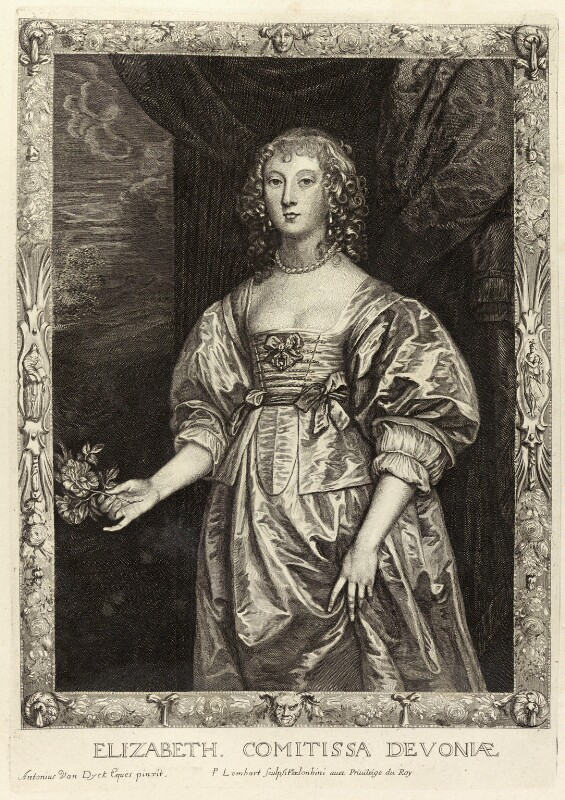
Кавендиш, Элизабет, графиня Девонширская (1619—1689)

Графиня Лестер очень хотела, чтобы он женился на леди Дороти Сидни (1617—1684), её дочери, но брак ни к чему не привел. 4 марта 1639 года Леди Элизабет Сесил (1619 — 19 ноября 1689), вторая дочь Уильяма Сесила, 2-го графа Солсбери (1591—1668), стала женой Уильяма Кавендиша. Их детьми были:
- Уильям Кавендиш, 1-й герцог Девонширский (25 января 1640 — 18 августа 1707), старший сын и преемник отца
- Чарльз Кавендиш (? — 3 марта 1671), не женат.
- Леди Энн Кавендиш[англ.] (ок. 1650—1703[2]), 1-й муж с 1662 года лорд Чарльз Рич (1643—1664), сын Чарльза Рича, 4-го графа Уорика, 2-й муж с 1670 года Джон Сесил, 5-й граф Эксетер[англ.] (ок. 1648—1700).